# میمه (ساوه)
 میمه  روستایی در بخش نوبران شهرستان ساوه در استان مرکزی ایران است.

## جمعیت
این روستا در دهستان بیات قرار دارد و براساس سرشماری مرکز آمار ایران در سال ۱۳۹۰، جمعیت آن ۱۰۲ نفر (۴۴ خانوار) است.